# Municipio de Lockport (Illinois)
El municipio de Lockport (en inglés: Lockport Township) es un municipio ubicado en el condado de Will, en el estado estadounidense de Illinois. En el censo del año 2010 tenía una población de 60,010 habitantes. Tiene una población estimada, a mediados de 2019, de 60,045 habitantes.

## Geografía
Según la Oficina del Censo de los Estados Unidos, el municipio tiene una superficie total de 94.7 km², de la cual 93.1 km² corresponden a tierra firme y 1.6 km² es agua.

## Demografía
Según el censo de 2010, había 60010 personas residiendo en el municipio de Lockport. La densidad de población era de 633,61 hab./km². De los 60010 habitantes, el municipio de Lockport estaba compuesto por el 73.97% blancos, el 12.93% eran afroamericanos, el 0.36% eran amerindios, el 3.52% eran asiáticos, el 0.02% eran isleños del Pacífico, el 7.09% eran de otras razas y el 2.11% pertenecían a dos o más razas. Del total de la población el 19.05% eran hispanos o latinos de cualquier raza.